# Bahnhof Wendessen
Der Bahnhof Wendessen war eine Betriebsstelle an der Bahnstrecke Wolfenbüttel–Oschersleben in Wendessen.
Im Jahr 2019 begann der Regionalverband Großraum Braunschweig die Vorbereitungen zur Reaktivierung des Bahnhofs. Der Name dieses Bahnhofs wird Bahnhof Wolfenbüttel-Wendessen sein.

## Geschichte
Die Bahnstrecke Wolfenbüttel–Oschersleben wurde im Juli 1843 eröffnet. Im Jahr 1873 wurde in Wendessen ein Bahnhof als Anlage für die Zuckerfabrik Wendessen errichtet. Im Jahr 1896 wurde an den Bahnhof Wendessen ein Kalibergwerk angeschlossen.
Im Jahr 1903 wurde in Wendessen ein Empfangsgebäude errichtet. Dieses wurde 1977 abgerissen. Die Stellwerke Wf (später: Wmf) und Ww wurden im Jahr 1909 errichtet. Das Stellwerk Ww wurde bereits 1960 zurückgebaut.
1978 wurde die einige Jahre vorher stillgelegte Bahnstrecke von Braunschweig nach Mattierzoll der Braunschweig-Schöninger Eisenbahn an den Bahnhof Wendessen als Anschluss der Schachtanlage Asse für radioaktive Abfälle angeschlossen.
Am 23. Mai 1982 wurde die Bedienung im Personenverkehr eingestellt. Die vollständige Stilllegung der Betriebsstation erfolgte bis 1995, im Jahr 1993 wurde das Stellwerk Wmf abgerissen.

## Reaktivierung
Die DB Station&Service initiierte im Jahr 2015 die Stationsoffensive. Im Gebiet des Zweckverbands Großraum Braunschweig (später: Regionalverband Großraum Braunschweig) wurde die verkehrlich und betrieblich sinnvolle Reaktivierbarkeit stillgelegter Stationen untersucht. In diesem Zusammenhang wurde die Reaktivierung des Bahnhofs Wendessen als sinnvoll bewertet. Der Name der Betriebsstation lautet in späteren Veröffentlichungen Wolfenbüttel-Wendessen.
Im Jahr 2019 begannen die Planungen zur Reaktivierung. Der Bau ist (Stand: 2022) für das Jahr 2027 vorgesehen. Zwischen Wolfenbüttel und Schöppenstedt ist ein 30-Minuten-Takt vorgesehen. Die Zugkreuzungen werden voraussichtlich im Bahnhof Wolfenbüttel-Wendessen stattfinden.

### Voraussichtliche Bedienung
| Linie | Linienverlauf                                                                               | Takt (min) |
| ----- | ------------------------------------------------------------------------------------------- | ---------- |
| RB 45 | Braunschweig – Braunschweig-Leiferde – Wolfenbüttel – WF-Wendessen – Dettum – Schöppenstedt | 030        |

Quelle: 

### Fehlgeschlagene Reaktivierungsversuche
Der Nahverkehrsplan 2008 des Zweckverbands Großraum Braunschweig (heute: Regionalverband Großraum Braunschweig) sah die Errichtung eines Bahnhofs Wolfenbüttel-Wendessen im Rahmen der RegioStadtBahn Braunschweig vor. Die Planung der RegioStadtBahn und der Reaktivierung wurde nach 2010 allerdings eingestellt.